# Schlacht um das Baltikum
Die Schlacht um das Baltikum (russisch Прибалтийская стратегическая оборонительная операция) fand zu Beginn des Deutsch-Sowjetischen Krieges am Nordabschnitt der Ostfront statt. Sie verlief vom 22. Juni bis 9. Juli 1941 zeitgleich mit der im Mittelabschnitt stattfindenden Kesselschlacht von Minsk. Nach wechselhaften Kämpfen konnte die deutsche Wehrmacht im Unternehmen Barbarossa planmäßig das 1940 von der Sowjetunion annektierte Gebiet von Lettland und Litauen besetzen.

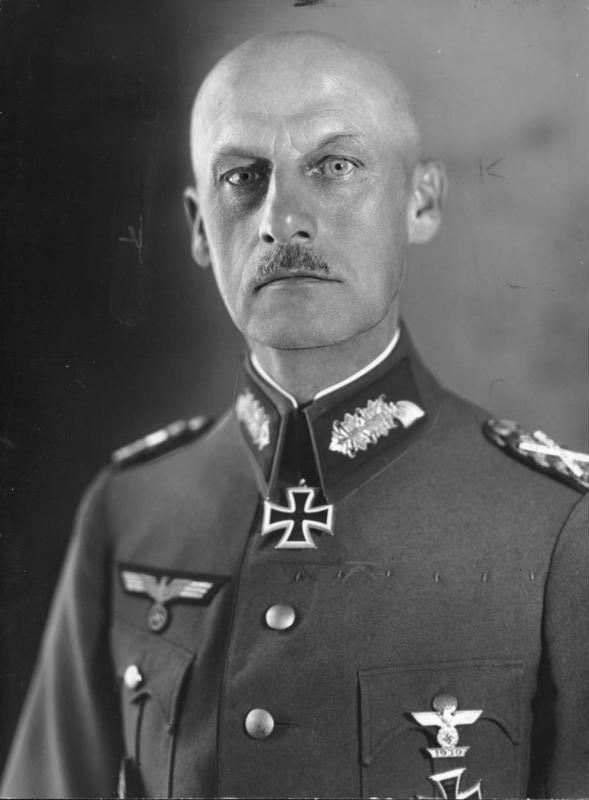
Wilhelm Ritter von Leeb

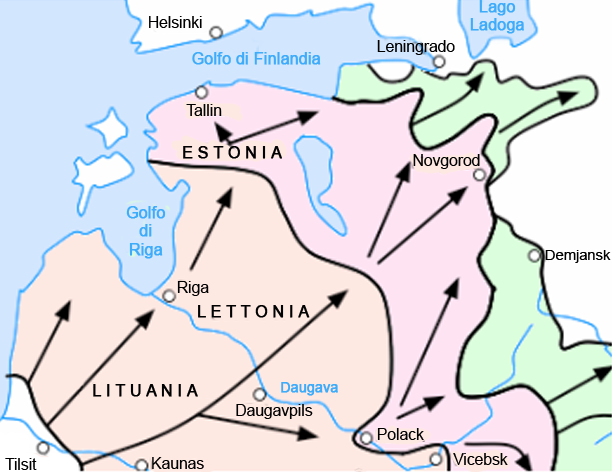
Durchführung des Feldzuges im Baltikum

1941: Białystok-Minsk – Dubno-Luzk-Riwne – Smolensk – Uman – Kiew – Odessa – Leningrader Blockade – Wjasma-Brjansk – Charkow – Rostow – Moskau – Tula

1942: Rschew – Charkow – Ljuban/Wolchow – Kertsch/Sewastopol – Fall Blau – Kaukasus – Stalingrad – Operation Mars

1943: Woronesch-Charkow – Operation Iskra – Nordkaukasus – Charkow – Kursk – Orjol – Donez-Mius – Donbass – Belgorod-Charkow – Smolensk – Dnepr – Kiew

1944: Dnepr-Karpaten – Leningrad-Nowgorod – Krim – Wyborg–Petrosawodsk – Operation Bagration – Lwiw-Sandomierz – Jassy–Kischinew – Belgrad – Petsamo-Kirkenes – Baltikum – Karpaten – Ungarn

1945: Kurland  – Weichsel-Oder – Ostpreußen – Westkarpaten – Niederschlesien – Ostpommern – Plattensee – Oberschlesien – Wien – Oder – Berlin – Prag

## Planung
Die deutsche Heeresgruppe Nord (Generalfeldmarschall Ritter von Leeb) eröffnete den Angriff am 22. Juni mit 23 Infanterie-Divisionen, drei motorisierten und drei Panzerdivisionen. Es war von der deutschen Heeresleitung geplant, die sowjetischen Streitkräfte von der Ostseeküste abzudrängen, die baltischen Häfen zu sichern, dann nach Leningrad und Kronstadt vorzustoßen und dabei die Stützpunkte der Baltischen Flotte zu nehmen. Die Konzentration der deutschen 16. und 18. Armee erfolgte an der Grenze Ostpreußens und an beiden Ufern des Flusses Memel. Die Heeresgruppe Nord plante mit der Panzergruppe 4 am stärkeren rechten Flügels vorzugehen, um das Gebiet von Opotschka schnellstmöglich zu nehmen, den Abzug russischer Truppen aus den baltischen Staaten zu verhindern und die Voraussetzung für die Weiterführung des Vormarsches auf Leningrad zu schaffen. In Richtung des Hauptstoßes gelang es der Heeresgruppe Nord, ein günstiges Kräfteverhältnis zu erreichen. Nur sieben sowjetische Schützendivisionen standen am ersten Angriffstag direkt an der Grenze Ostpreußens bereit. Weitere Reserven befanden sich in getrennten Gruppen um Wilna, Kaunas, Schaulen und waren dahinter bis in die Region von Opotschka und Pskow konzentriert. Die deutsche 16. Armee unter Generaloberst Busch wurde beauftragt, ihre Offensive auf beiden Seiten der Hauptstraße nach Kaunas in Richtung auf Daugavpils (Dünaburg) zu führen, während die Panzergruppe 4 unter Generaloberst Hoepner in dieselbe Richtung nördlich des Unterlaufs der Memel zur Düna vorzustoßen hatte. Die 18. Armee unter Generaloberst von Küchler hatte ihren Hauptangriff über Tilsit nach Riga auszuführen.
Zu Beginn des Krieges war die sowjetische Nordwestfront unter Generaloberst Fjodor Kusnezow deutlich schwächer als die anderen sowjetischen Fronten in Weißrussland und in der Ukraine, da sie nur über zwei mechanisierte Korps verfügte. Die 1940 besetzten baltischen Staaten wurden von den Sowjets als politisch unzuverlässig angesehen, in deren Gebiet keine nachhaltige Verteidigung geleistet werden sollte. Insgesamt zählte die Nordwestfront 22 Divisionen, davon 19 Schützendivisionen, 2 motorisierte Schützendivisionen und 3 Panzerdivisionen (8., 11., 27. Armee, 3. und 12. mechanisiertes Korps) mit 379.000 Mann, 4938 Geschützen und Mörsern, 1274 Panzern und 1078 Kampfflugzeugen. Nur 206 Panzer waren neueren Typs (T-34 und KW-1), der Großteil leichtere Panzer vom Typ BT-7 und T-26.

### Nordwestfront (Rote Armee)
8. Armee (Generalmajor P. P. Sobennikow)

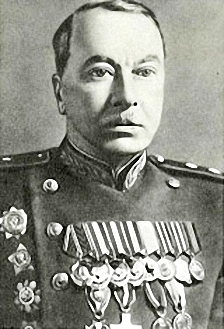
Pjotr Petrowitsch Sobennikow

10. Schützenkorps (Generalmajor I. F. Nikolajew)
- 10., 48., und 90. Schützendivision

11. Schützenkorps (Oberst M. S. Schumilow)
- 11. und 125. Schützendivision, Reserve: 22. Schützen-Division

12. Mechanisiertes Korps (Generalmajor N. M. Schestopalow)
- 23. Panzer-Division mit 381 Panzer (davon 362 T-26)
- 28. Panzer-Division mit 314 Panzer (davon 236 BT und 69 T-26)
- 202. motorisierte Schützendivision mit 105 Panzer (davon 66 T-26)

27. Armee (Generalmajor N. J. Bersarin)
22. Schützenkorps (Generalmajor A. S. Ksenofontow)
- 180. und 182. Schützendivision

24. Schützenkorps (Generalmajor K. M. Katschanow)
- 181. und 183. Schützendivision

Baltische Küstengruppe
- 16. und 67. Schützendivision sowie 3. Schützen-Brigade

5. Luftlande-Korps (Generalmajor I. S. Besugly)
- 9., 10. und 214. Luftlande-Brigade

11. Armee (Generalleutnant W. I. Morosow)

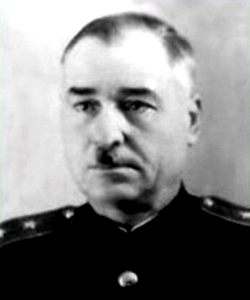
Wassili Iwanowitsch Morosow

16. Schützenkorps (Generalmajor M. M. Iwanow)
- 5., 33. und 188. Schützendivision

29. Schützenkorps (Generalmajor A. G. Samochin)
- 179. und 184. Schützendivision

41. Schützenkorps (Generalmajor I. S. Kosobutzki)
- 23., 121., 126. und 128. Schützendivision

3. Mechanisiertes Korps (Generalmajor A. W. Kurkin)
- 2. Panzer-Division mit 252 Panzer (davon 32 KW-1, 19 KW-2, 27 T-28, 116 BT-7 und 19 T-26)
- 5. Panzer-Division mit 268 Panzer (davon 50 T-34, 30 T-28, 170 BT-7 und 18 T-26)
- 84. motorisierte Schützendivision mit 149 Panzer (davon 145 BT-7 und 4 T-26)

### Heeresgruppe Nord (Wehrmacht)

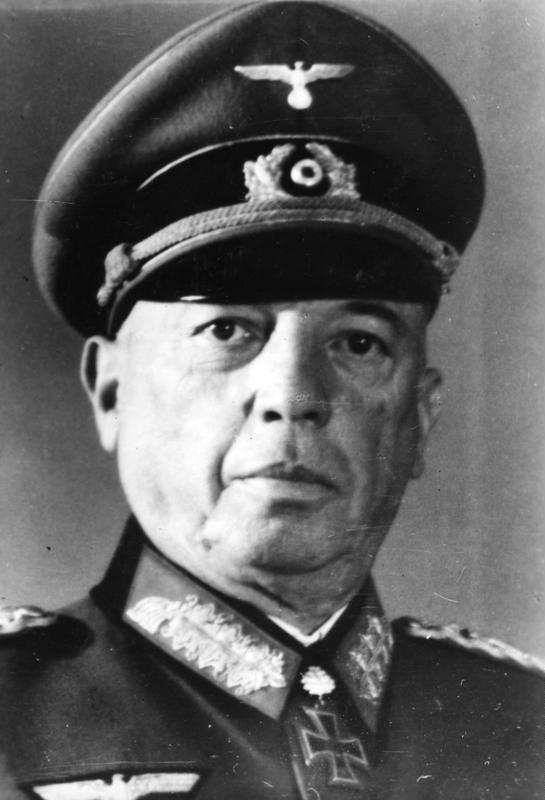
Georg von Küchler

18. Armee (Generaloberst Georg von Küchler)
XXVI. Armee-Korps (General der Artillerie Albert Wodrig)
- 61. Infanterie-Division
- 217. Infanterie-Division

XXXVIII. Armee-Korps (General der Infanterie Friedrich-Wilhelm von Chappuis)
- 58. Infanterie-Division
- 291. Infanterie-Division

I. Armee-Korps (General der Infanterie Kuno von Both)
- 1. Infanterie-Division
- 11. Infanterie-Division
- 21. Infanterie-Division

Reserven: 93. und 254. Infanterie-Division
Panzergruppe 4 (Generaloberst Erich Hoepner)

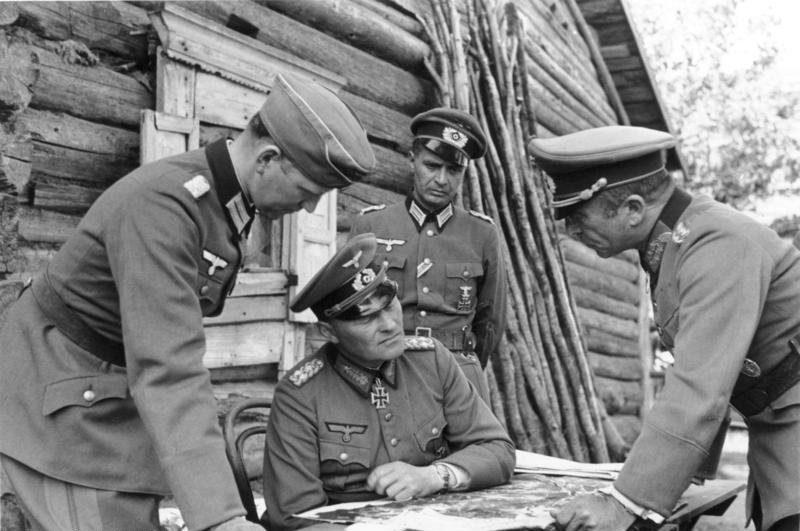
Generaloberst Hoepner im Gespräch mit dem Kommandeur der 6. Panzerdivision, General Landgraf

XXXXI. Armeekorps (motorisiert) (General der Panzertruppen Georg-Hans Reinhardt)
- 1. Panzer-Division
- 269. Infanterie-Division
- 6. Panzer-Division
- 36. Infanterie-Division (motorisiert)

LVI. Armeekorps (motorisiert) (General der Panzertruppen Erich von Manstein)
- 290. Infanterie-Division
- 8. Panzer-Division
- 3. Infanterie-Division (motorisiert)
- Reserve: SS-Division Totenkopf

16. Armee (Generaloberst Ernst Busch)

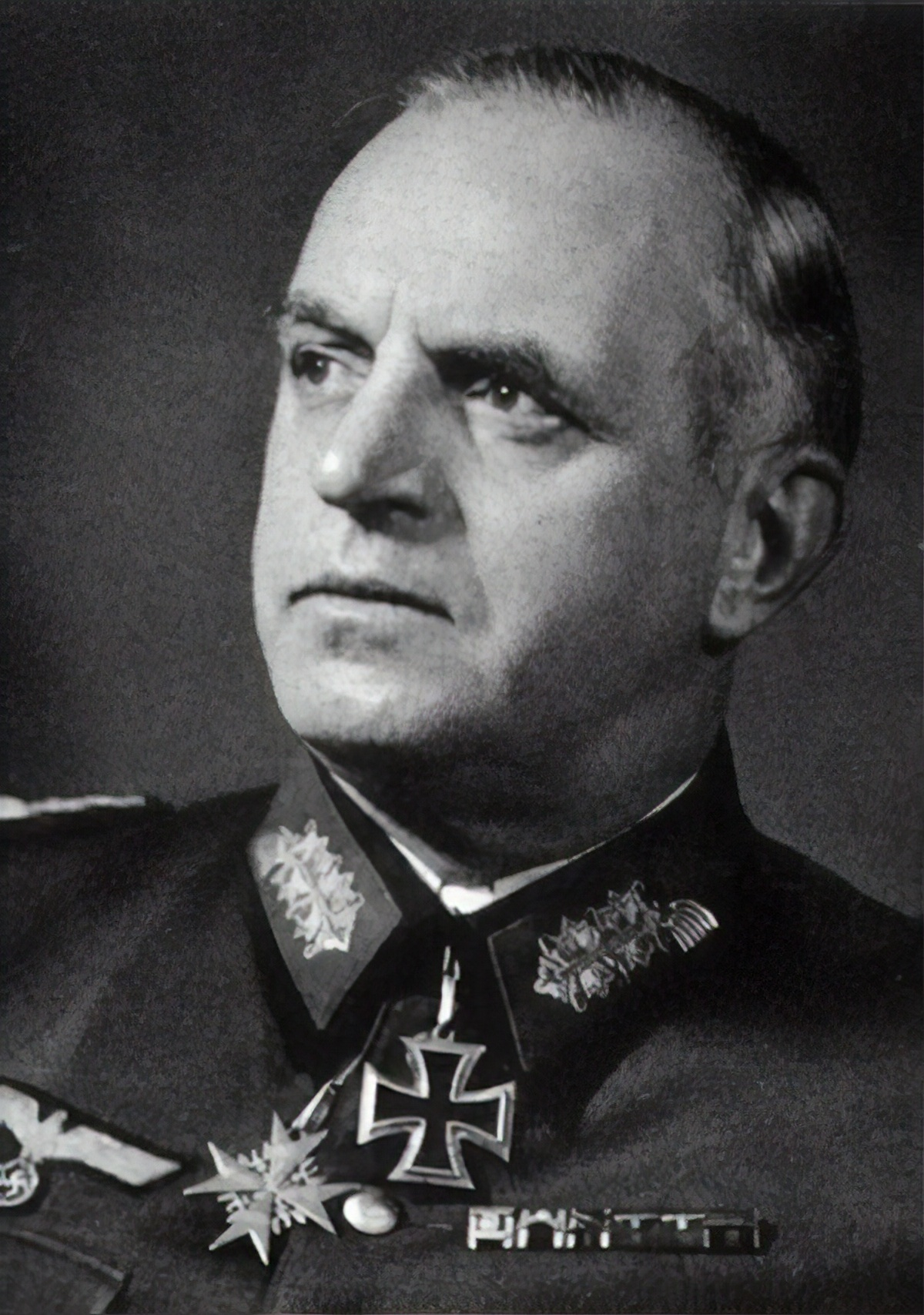
Generalfeldmarschall Ernst Busch

X. Armeekorps (General der Artillerie Christian Hansen)
- 30. Infanterie-Division
- 126. Infanterie-Division

XXVIII. Armeekorps (General der Infanterie Mauritz von Wiktorin)
- 122. Infanterie-Division
- 123. Infanterie-Division

II. Armeekorps (General der Infanterie Walter Graf von Brockdorff-Ahlefeldt)
- 121. Infanterie-Division
- 12. Infanterie-Division
- 32. Infanterie-Division

### Luftflotte 1
I. Fliegerkorps
- 5./Fernaufklärungsgruppe 122
- Stab, II. und III./Kampfgeschwader 1
- Stab, I., II. und III./Kampfgeschwader 76
- Stab, I., II. und III./Kampfgeschwader 77
- Stab, I., II. und III./Jagdgeschwader 54
- II./Jagdgeschwader 53

## Verlauf
Bereits am ersten Kriegstag, am 22. Juni 1941, konnten deutsche Truppen die Verteidigung der Nordwestfront durchbrechen.

### Angriffsphase
„Der Angriff beginnt um 3.05 Uhr nach einem kurzen, aber heftigen Feuerschlag auf der ganzen Front. Die Sowjets sind vollkommen überrascht und leisten anfangs nur geringen Widerstand. […] Die russischen Infanterieverbände ziehen sich überall zurück. Sie leisten nur in den Betonbunkern an den Straßen verbissenen Abwehr und denken selten an Übergabe.“
Die Luftflotte 1 unter Generaloberst Alfred Keller mit dem unterstellten I. Fliegerkorps unterstützte den Angriff der Heeresgruppe Nord mit 450 Flugzeugen, davon 271 Kampfflugzeuge und 203 Jäger. Gegenüber der sowjetischen 8. Armee war der Angriff der 18. Armee unmittelbar erfolgreich. Der deutsche Hauptschlag traf die linke Flanke der 8. Armee, an der Naht zwischen der 90. und 125. Schützendivision, während die rechte Flanke von Truppen des deutschen XXVI. und I. Armeekorps angegriffen und gebunden wurde. Am linken Flügel nahm die 61. Infanterie-Division die Brücke über die Memel und rückte auf Garsden, während die 291. Infanterie-Division am Kurischen Haff über Klaipėda nach Crottingen vorrückte. Die sowjetische 90. Schützendivision begann nach Nordosten auf Schaulen auszuweichen, während die 125. Schützendivision nach hartnäckigen Grenzkämpfen mit dem XXXXI. Armeekorps (mot.) Tauroggen aufgeben musste. Kämpfe wurden um Polangen geführt, die Verteidigung der sowjetischen 10. Schützendivision wurde durchbrochen und sie musste sich nach Norden zurückzuziehen.
Das deutsche LVI. Armeekorps (mot.) trat im Raum östlich von Ragnit bis Haselberg als Spitzenformation zum Angriff über die Memel an. Die links von der 290. Infanterie-Division gedeckte 8. Panzer-Division (General Brandenberger) nahm Georgenburg, dahinter folgte die 3. Infanterie-Division (mot.) zur Dubissa nach, wo am Nachmittag ein Brückenkopf bei Ariogala gebildet wurde. Das LVI. Armeekorps erreichte am 24. Juni den Raum Ukmerge. Die deutsche 16. Armee ließ das II. Armeekorps (General Brockdorff) südlich von Schloßberg über die litauische Grenze angreifen. Die 121. Infanterie-Division griff im Raum Wirballen an und stand schnell im Häuserkampf in Kibarten. Das XXVIII. Armeekorps griff mit der 122. und 123. Infanterie-Division bei Neustadt und nordwestlich von Sintautai an. Zusammen mit dem südlich davon aus dem Raum Gumbinnen angreifenden VI. Armeekorps (6. und 26. Infanterie-Division) wurde der Durchbruch zwischen Mariampol und Kalwarja erzwungen. Im Tagebuch der Heeresgruppe Nord wurde festgestellt, dass der sowjetische Widerstand an der Grenze sehr gering war, der Gegner schnell überwunden wurde und alle wichtigen Fluss-Übergange im gesicherten Besitz gebracht werden konnten.
Am rechten Flügel der Heeresgruppe Nord, im Anschluss zur Heeresgruppe Mitte strebten die Truppen der Panzergruppe 3 danach, wichtige Brücken über die Memel zu sichern. Nach der Eroberung der zweiten Brücke über die Memel südlich von Alytus wurde der Vormarsch von der sowjetischen 11. Armee (Generalleutnant W. I. Morosow) aufgehalten. Teile der 128. und 184. Schützendivision und die sowjetische 5. Panzerdivision leisteten am Ostufer der Memel starken Widerstand.
Am Abend des 22. Juni geriet die deutsche 7. Panzerdivision (Generalmajor Hans von Funck) östlich von Olita in ein größeres Panzergefecht. Der sowjetische Divisionskommandeur Oberst F. F. Fedorow konnte zwar zur Verstärkung die Artillerie des 5. motorisierten Schützenregiments und das 2. Bataillon des 9. Panzerregiments heranziehen, wurde aber zurückgeworfen. Die 5. Panzerdivision des 3. mechanisierten Korps flutete in Unordnung zurück. 70 sowjetische Panzer und 20 Flugzeuge (auf den Flugplätzen) wurden bei diesem Kampf zerstört, das deutsche XXXIX. motorisierte Korps verlor nach eigenen Angaben 11 Panzer. Teile der sowjetischen Kampfgruppe (3 Panzer, 12 gepanzerte Fahrzeuge und 40 Lastwagen) wurden zur benachbarten Westfront abgedrängt. In diesem Abschnitt hatten die sowjetischen Truppen schwere Verluste erlitten, zudem konnte der weitere Vormarsch des deutschen XXXIX. motorisierten Korps (rechter Flügel der Panzergruppe Hoth) auf Wilna nicht gestoppt werden.
Zwischen der Nordwest- und der Westfront bildete sich so im Abschnitt der sowjetischen 11. Armee eine große Frontlücke, welche die Rote Armee nicht mehr schließen konnte. Die Masse der 11. Armee war zusätzlich zwischen den Zangen der Panzergruppen 3 und 4 eingeschlossen. Die Hauptkräfte der 8. Armee zogen sich hingegen von der gepanzerten Front des Gegners relativ intakt nach Norden ab. Fast vollständig unterbunden blieb die Versorgung mit Munition und Treibstoff. Die Situation erforderte entscheidende Maßnahmen, um den deutschen Durchbruch aufzuhalten. Noch am Abend am 22. Juni erhielt General Kusnezow von der Stawka die Richtlinie Nr. 3: „Die Küste der Ostsee ist zu halten, ein mächtiger Gegenangriff aus dem Bereich Kaunas gegen die Flanke gegen die feindliche Gruppierung bei Suwałki ist anzusetzen, in Zusammenarbeit mit dem rechten Flügel der Westfront sollte bis zum Abend des 24. Juni der Suwalki wieder unter eigene Kontrolle gebracht werden.“ Diese Stawka-Direktive konnte nicht ausgeführt werden, ohne Reserven konnte man den weiteren Rückzug nicht verhindern, geschweige denn die Situation wiederherstellen.

„[Doch auch] die Angriffsrichtungen der deutschen Armeekorps ziehen die Fronten der Divisionen weit auseinander, so daß oft Lücken von 100 Kilometer Breite entstehen. Vom vierten Kampftage an treten Panzer und motorisierte Kräfte des Feindes in Erscheinung. Diese neu herangeführten Truppen setzen der deutschen Heeresgruppe energischen Widerstand entgegen.“

### Sowjetische Gegenstöße

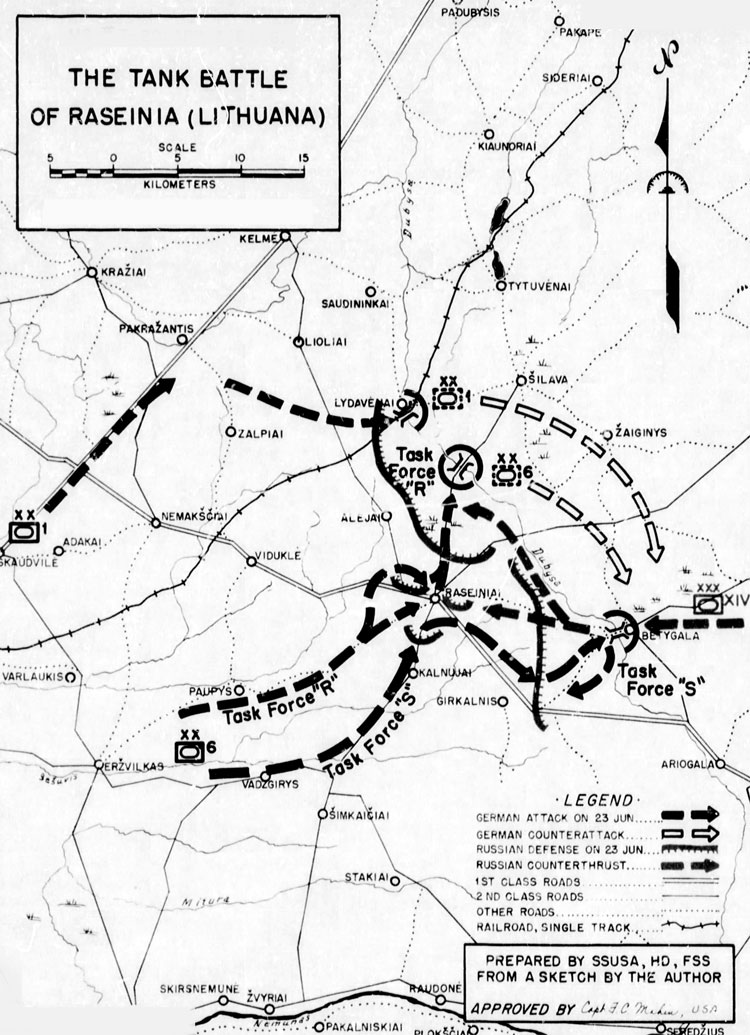
Skizze zur Panzerschlacht bei Raseinai

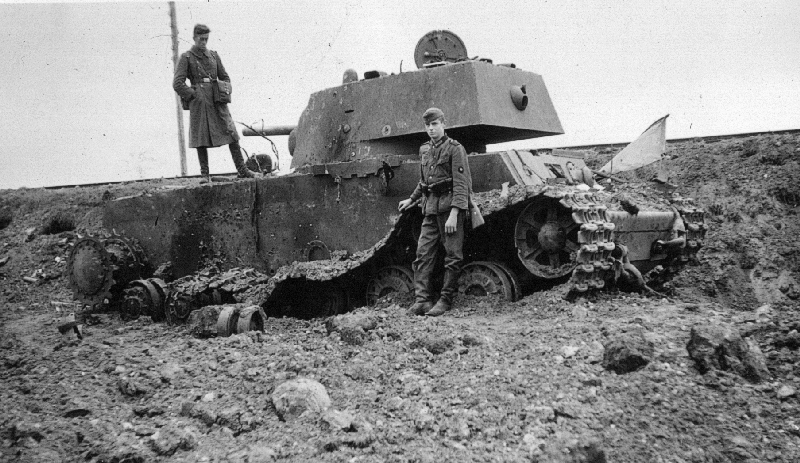
Zerstörter KW-1 bei Kaunas

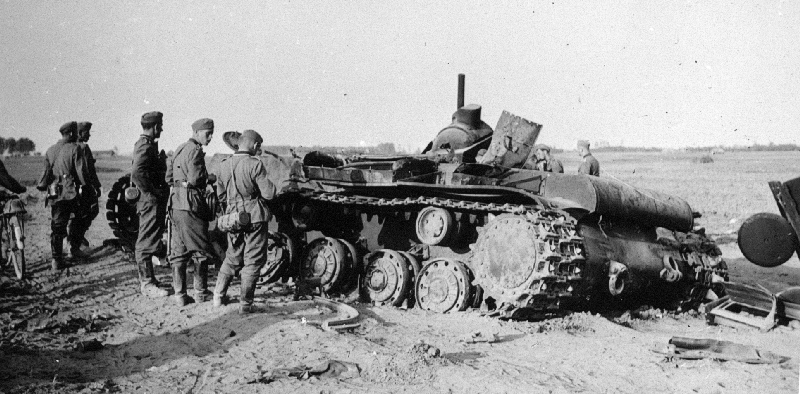
Weiterer KW-1 mit gesprengtem Turm

Während sich die vordersten Schützenformationen der 8. Armee unter dem Angriff der deutschen Truppen zurückzogen, waren die Divisionen des 12. mechanisierten Korps noch auf einem 90 Kilometer langen Abschnitt verteilt. Bevor am 23. Juni die Direktive zum Gegenangriff eintraf, befahl General Kusnezow um 10 Uhr den Gegenangriff des 3. mechanisierten Korps (General Kurkin mit etwa 31.970 Mann und 650 Panzer) gegen die durchgebrochene deutsche Gruppierung aus dem Raum Tilsit. Sechs Divisionen sollten das deutsche XXXXI. Armeekorps (mot.) aufhalten und entlang der Grenze zum Gegenschlag antreten. Der Kommandeur der 11. Armee versuchte, die Situation wiederherzustellen, indem er die 84. motorisierte Schützendivision (General Pjotr I. Fomenko) als Rückhalt bei Jonava stehen ließ. Trotz der Überlegenheit an Panzern waren die sowjetischen Kräfte vor allem der Dominanz gegnerischer Flugzeuge ausgeliefert. In dieser Zeit war bereits die sowjetische 2. Panzerdivision (Generalmajor J. N. Soljankin) durch Kedainiai in Richtung Tauroggen vorgerückt und begann bei Skaudvilė den Kampf mit den motorisierten Kräften des Gegners aufzunehmen. Vom 12. mechanisierten Korps (General N. M. Schestopalow) hatte am 23. Juni um 10 Uhr nur die 28. Panzerdivision (Oberst I. D. Tschernjachowski) die Ausgangsstellung erreicht.
Nach einem langen Anmarsch traten die Formationen meist in nicht konzentrierten Gruppen in den Kampf ein. Von der 23. Panzer-Division (Oberst T. S. Orlenko) langten nur geringe Teile am Schlachtfeld ein, die Masse blieb in den Wäldern nördlich von Laukuva konzentriert. Etwa 56.000 Mann und 300 Panzer wurden eingesetzt. Auch die Feldartillerie unterstützte die Panzer wegen akuten Mangel an Munition nur unzureichend. Ziel der deutschen Kampfgruppen „Raus“ (6. Panzerbrigade) und „Seckendorff“ (Panzergrenadier-Regiment 114) der 6. Panzerdivision (General Franz Landgraf) war es, die litauische Stadt Raseiniai zu besetzen und dann die beiden ostwärts der Stadt gelegenen Straßenbrücken über die Dubissa einzunehmen. Links davon rückte die 1. Panzerdivision (Generalleutnant Friedrich Kirchner) auf Kelmė vor und schwenkte dann zum Schutz der nördlichen Flanke der bedrängten 6. Panzerdivision auf die Eisenbahnbrücke von Lyduvėnai vor. Die vorderen Teile der sowjetischen 28. Panzerdivision wurden eingekeilt und verloren 14 Panzer und 20 Geschütze, sie verließ das Schlachtfeld in der Nacht zum 24. Juni. Die 48. Schützen-Division verlor ihr Hauptquartier und 70 % ihres Personals. Der Kommandeur, Generalmajor P. V. Bogdanow wurde gefangen genommen. Das Oberkommando der Panzergruppe 4 meldete um 18 Uhr dem Hauptquartier der Heeresgruppe Nord, dass sowjetische Angriffe mit schweren Panzern und Infanterie den rechten Flügel des XXXXI. motorisierten Korps zur Verteidigung zwangen. Das 3. mechanisierte Korps und die 125. Schützendivision verloren am ersten Tag bei Raseiniai bis zu 40 Panzer, 30 Geschütze wurden zerstört. Im Morgengrauen am 24. Juni brachen die Kämpfe mit neuer Kraft los. Auf beiden Seiten zusammen waren jetzt etwa 900 Panzer und 175.000 Soldaten an den Kämpfen beteiligt. Der stellvertretende Befehlshaber des 55. Panzerregiments, Major B. P. Popow zerstörte mit seinem Feuer mehrere deutsche Panzerabwehrkanonen. Soldaten der 9. Artillerie-Panzerabwehr-Brigade unter Oberst P. I. Poljanski konnte bis zum Abend des 24. Juni 30 Panzer zerstören und mussten dann aber zusammen mit der 202. motorisierten Division zurückgehen. Die 23. Panzerdivision deckte noch den Rückzug des 10. Schützenkorps.
Die schweren Verluste der sowjetischen Truppen während der Gegenangriffe und der Mangel an Treibstoff und Munition führten am 24. Juni zum Fall von Kaunas und Wilna sowie am 25. Juni zum Verlust von Schaulen. Die erschöpften Divisionen des 12. mechanisierten Korps begannen sich am 26. Juni in das ihnen neu zugewiesene Konzentrationsgebiet 15–20 km nördlich von Schaulen zurückzuziehen. Den deutschen Truppen gelang es das Hauptquartier im Gebiet Boriseli zu umzingeln. Generalmajor Schestopalow wurde schwer verwundet und gefangen genommen, der Stabschef des Korps P. S. Lebedew und Oberst P. I. Kalinichenko wurden in der Schlacht getötet. Die 2. Panzerdivision des 3. mechanisierten Korps zog sich ebenfalls in das Gebiet nördlich von Schaulen zurück, in der Schlacht waren der Divisionskommandeur, General J. N. Soljankin und andere Stabsoffiziere gefallen. In beiden Divisionen des 12. mechanisierten Korps waren nur noch 35 Panzer kampffähig. Nach deutschen Angaben wurden am zweiten Tag 186 Panzer, 77 Geschütze, 23 Pak sowie mehrere hundert Lastwagen und Autos zerstört oder erbeutet.

### Schlacht an der Düna

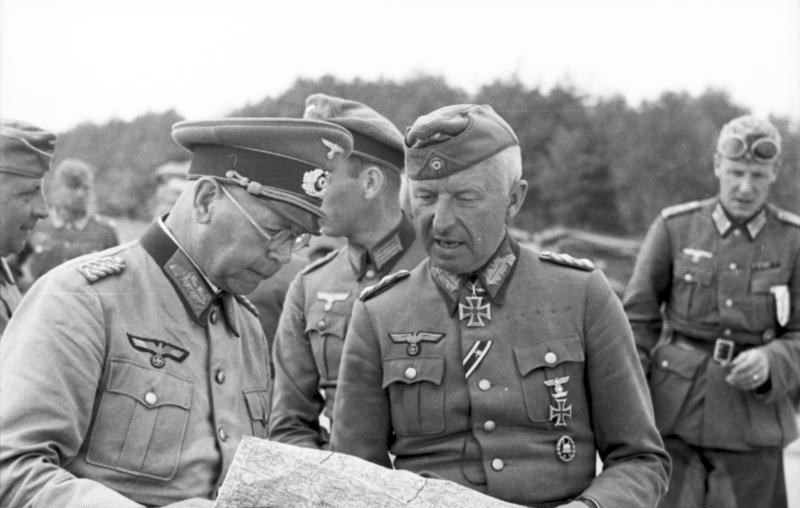
Der Kommandeur der 8. Panzerdivision, General Brandenberger (links) mit Erich von Manstein

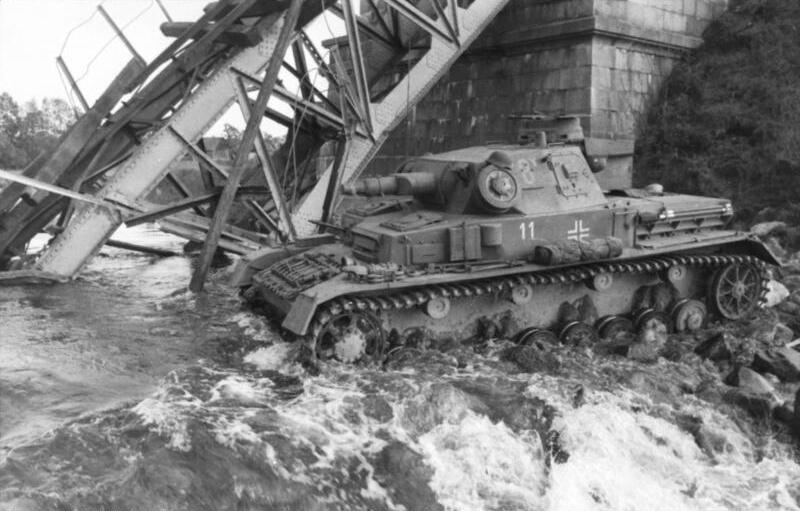
Deutscher Panzer IV bei einer zerstörten Eisenbahnbrücke

Die Stellungen der Nordwestfront konnten nach der Panzerschlacht südöstlich von Schaulen nicht mehr gehalten werden, die sowjetischen Truppen zogen sich nach Nordosten zurück. Der Militärrat der Nordwestfront befahl den Rückzug der zwischen der 8. und 11. Armee stehenden Truppen entlang der Flüsse Venta, Schushwa und Wilija. In der Nacht zum 25. Juni kam eine neue Entscheidung der Stawka: dem 16. Schützenkorps unter General M. M. Iwanow wurde gegenüber dem deutschen II. Armeekorps der Gegenangriff im Raum nördlich Mariampol zur Sicherung von Kaunas befohlen, obwohl die Ereignisse den Rückzug zum Flusses Wilija erforderten. Anfangs hatte das angesetzte Korps Erfolg, bald war es aber gezwungen, die 5. und 33. Schützen-Division in die Ausgangsposition zurückzuführen. Zusammen mit den zurückgehenden Truppen zogen auch fast 60.000 Bauarbeiter in den Osten zurück, die erst vor Kurzem eingetroffen waren, um den befestigten Raum nahe der Grenze zu verstärken. Die Straßen waren vollgestopft mit Flüchtlingsmassen aus den Grenzstellungen, deutsche Luftangriffe brachten Panik in die Kolonnen und zerstörten die Telekommunikation. In dreitägigen Kampf verlor die Nordwestfront 921 Flugzeuge, zudem gab es schwere Verluste bei der Artillerie und vor allem bei den Panzern.
Während die Panzerkeile des deutschen XXXXI. und LVI. motorisierten Korps auf Schaulen vorstrebten, wurden die Flanken der sowjetischen 2. Panzerdivision umgangen und umzingelt. In der Nacht zum 25. Juni befahl General Sobennikow den allgemeinen Rückzug auf eine neue Verteidigungslinie auf relativ gut organisierte Weise: das 10. Schützenkorps bezog die Linie Mazeikiai–Kurtuvenai und das 11. Schützenkorps die Linie Kanalas–Radviliškis. Die Front der sowjetischen 8. Armee erstreckte sich jetzt auf 110 Frontkilometer: Rechts bestand zusätzlich eine 85 Kilometer lange Lücke bis nach Libau, wo die 67. Schützendivision (General Dedajew) verteidigte und links vergrößerte sich die Lücke zur 11. Armee infolge der Fortschritte der Panzergruppe 4 von Tag zu Tag. Südlich von Kaunas war die Lage entschieden, zerstreute Einheiten der sowjetischen 11. Armee zogen sich nach Osten zurück. Die sowjetische 11. Armee befand sich in einer schwierigen Situation. Der Volkskommissar für Verteidigung berichtete am 26. Juni, dass bei der 11. Armee das Hauptquartier und der Militärrat gefangen genommen oder getötet worden waren. Der Zustand der abgeschnittenen 5., 33., 188., 128. Schützen-Division war unbekannt, die Reste der außerhalb stehenden Verbände versuchten in Richtung zur Düna (Daugavpils) zu entkommen.

### Kämpfe in der Küstenregion
Gemeinsam mit dem am linken Flügel in die Front eingeführten XXVIII. Armeekorps überschritt das deutsche II. Armeekorps am 25. Juni die Memel bei Kowno. Bis zum 25. Juni hatte sich die deutsche Offensive in Kurland wie folgend entwickelt: Die eigenständig an der Küste operierende 291. Infanterie-Division (General Herzog) kämpfte um den wichtigen Hafen Libau und rückte mit Teilen auf Windau vor.
Die Masse der Infanterie der 18. Armee rückte weiter über Jelgava (Mitau) nach Riga vor. Teile der sowjetischen 8. Armee hatten bereits Befehl auf das nördliche Ufer der Düna zurückzugehen, die Besetzung der Zwischenlinie Auce – Vashkai – Krūminš zu vollziehen und dann eine Verteidigungslinie an der Düna bis nach Riga aufzubauen. Um die Situation zu stabilisieren, sollten die Truppen der Nordwestfront an der Wende der westlichen Düna wieder Fuß fassen.

### Düna-Überquerung und Eroberung von Dünaburg
Das deutsche XXXXI. motorisierte Korps rückte derweil über Panevėžys nach Jakobstadt vor und das LVI. motorisierte Korps, das rechts die Einheiten der 16. Armee weit überholte, stürmte weiter auf Dünaburg. Um die Verteidigung der Düna-Linie zu verstärken, wurde zusätzlich aus einer Stawka-Reserve das 5. Luftlandekorps und das 21. mechanisierte Korps (42. und 46. Panzerdivision) unter General Leljuschenko herangezogen. Die 27. Armee des Generals Bersain hatte sich im Raum Gulbene zu konzentrieren, um die Verteidigung der Dünalinie zwischen Lievenhof bis Dünaburg sicherzustellen. Der stellvertretende Befehlshaber der Nordwestfront, General S. D. Akimow, erhielt Befehl, die Truppen im Raum Dünaburg zu führen. Das 21. mechanisierte Korps, das hier verteidigen sollte, hatte den Abschnitt jedoch noch nicht erreicht.

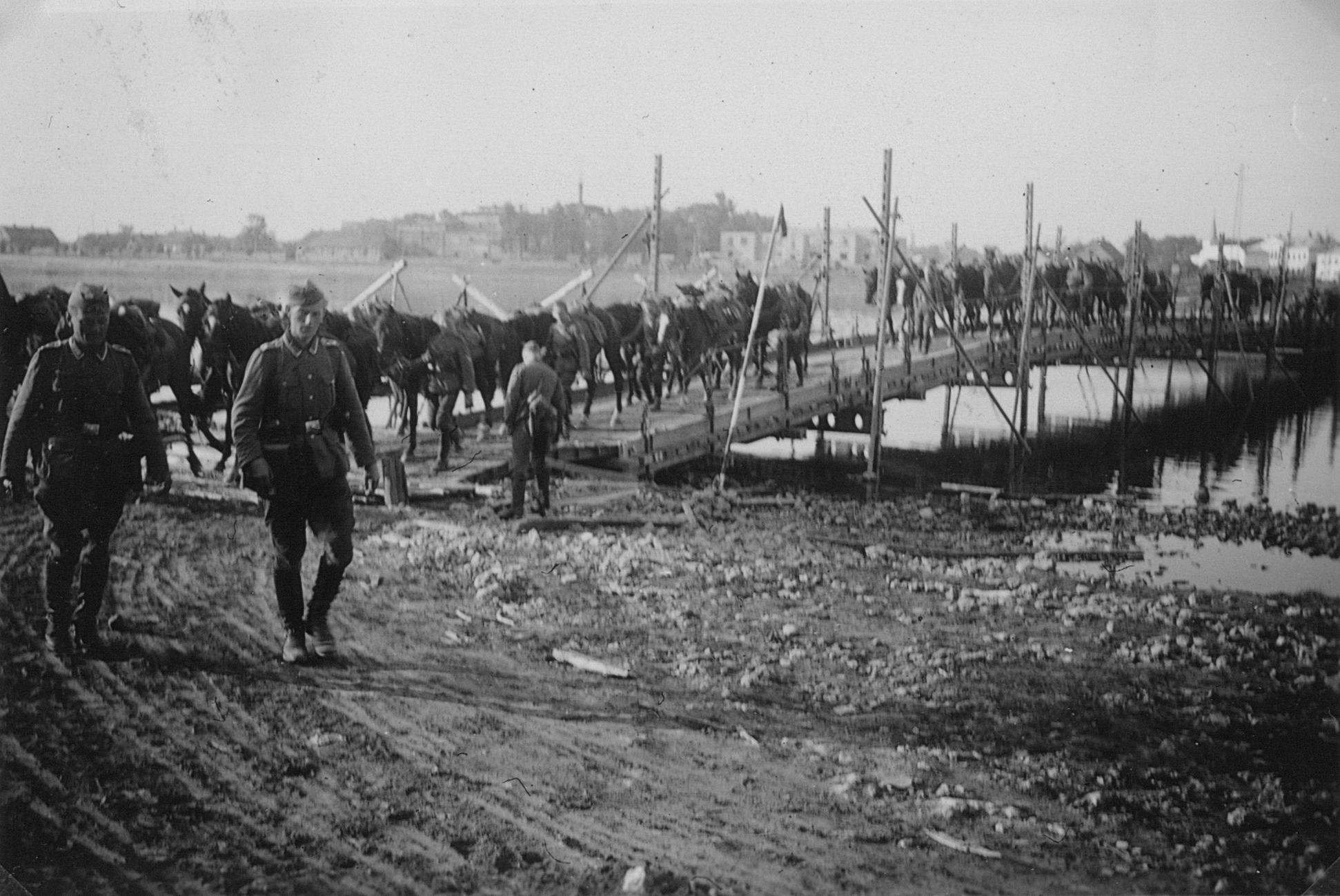
Pionierbrücke über die Düna

Am Morgen des 26. Juni erreichte die 8. Panzerdivision (General Brandenberger) und die 3. motorisierte Division (General Jahn) die Düna nahm Dünaburg und sicherte einen Brückenkopf am rechten Flussufer. Dies gelang auch durch den Einsatz von unterstellten Kräften der Division Brandenburg, damals noch ein Regiment, zur Sicherung der operativ wichtigen Düna-Brücken bei Dünaburg am 28. Juni 1941, bei dem Angehörige der 8. Kompanie die Brücke auf sowjetischen Beute-LKW überquerten, die Wachmannschaft im Handstreich niederkämpften und diese Stellung anschließend zwei Stunden lang gegen sowjetische Gegenangriffe hielten. Dabei fiel der Kompaniechef, Oberleutnant Hans-Wolfram Knaak, der postum zum Hauptmann befördert und mit dem Ritterkreuz des Eisernen Kreuzes ausgezeichnet wurde.
In der Zwischenzeit ließ das Hauptquartier der Stawka eine Verteidigungsfront an der westlichen Düna herrichten, für welche die 27. Armee am linken Flügel der abziehenden Einheiten der 8. Armee aus der Reserve herangezogen wurde.
Am 27. Juni zogen sich die Einheiten der sowjetischen 8. Armee wegen der Gefahr einer Einkreisung hinter die Daugava zurück. Die Reste der 11. Armee (28., 188. und 126. Schützen-Division) sammelten sich bis zur Reorganisation im Raum Opotschka. Erst am 27. Juni nachmittags traf General Leljuschenkos Korps in der Gegend von Dünaburg ein. Die 42. Panzerdivision nahm den Kampf mit Einheiten der deutschen 121. Infanterie-Division auf. Zwei Stunden nach Beginn der Kämpfe standen die 46. Panzerdivision und das 5. Luftlandekorps bei Dünaburg im heftigen Kampf. Die Situation erforderte den sofortigen Einsatz der 42. und 185. Schützen-Division. Deren Eingreifen wurde jedoch durch die deutsche Luftwaffe verhindert. Nach dem Verlust von Dünaburg verlegte das Hauptquartier der geschlagenen 27. Armee am Abend des 28. Juni nach Rēzekne, wo es vom 5. Luftlande-Korps und dem 21. mechanisierte Korps gesichert war. Am 28. Juni ging ein verspäteter Befehl der Nordwestfront ein: „Die 27. Armee (5. Luftlandkorps, 21. mechanisiertes Korps, 110. Artillerie-Regiment und Teile des 16. Schützen-Korps) hatten die Verteidigung des nördlichen Ufers des Flusses Düna zwischen Livani, Dünaburg und Krāslava zu gewährleisten.“ Am Morgen des 29. Juni gingen die sowjetischen Truppen auf die neue Verteidigungslinie zwischen Vyrochno und Luknas zurück.
Südöstlich von Riga durchquerte in der Nacht des 29. Juni die Vorausabteilung des XXXXI. motorisierten Korps von General Reinhardt die westliche Düna bei Jakobstadt und Lievenhof. Im Raum Friedrichstadt konzentrierte sich Ende Juni das deutsche I. Armeekorps mit der 1., 11., und 21. Infanterie-Division an der Düna.
Östlich Dünaburg bei Krāslava erfolgte am 3. Juli der Düna-Übergang der bereits aufgeschlossenen Infanterie des deutschen II. Armeekorps. Am rechten Flügel der sowjetischen 27. Armee durchbrachen deutsche Truppen die Verteidigung und eroberten Rezekne. Die 18. Schützen- und die 46. Panzer-Division zogen sich zurück; besonders schwer waren die Ausfälle bei der 42. Panzerdivision. Der Feind versuchte das 21. mechanisierte Korps zu umgeben und zu vernichten. Die abgedrängte sowjetische 42. Panzerdivision hielt sich im Bezirk Dagda bis zum Abend des 3. Juli. Von den 107 Panzern und 129 Geschützen, die General Leljuschenko zu Beginn der Kämpfe zur Verfügung standen, waren am folgenden Tag nur noch 28 Panzer einsatzfähig. General Leljuschenko bekam Befehl, mit seinen restlichen Truppenteilen eine neue Abwehrlinie zwischen Ludza–Laudery bis zum Ende des Tages am 4. Juli zu halten. Die deutsche 8. Panzer-, 3. motorisierte SS-Division „Totenkopf“ sowie die 290. und 121. Infanterie-Division begannen die sowjetischen Positionen anzugreifen, die sich nicht halten konnten. Der Angriff der deutschen Streitkräfte zwang das Korps, die Linie Ludza–Laudery zu verlassen und sich nach Sebesch und Opotschka zurückzuziehen. Am folgenden Tag befahl General Bersarin den Abzug seiner Armeeteile über die alte Staatsgrenze der UdSSR.
„Die Heeresgruppe Nord stellte jetzt überall schnelle Verbände auf, die dem fliehenden Feind auf den Fersen bleiben sollen.“

### Besetzung von Libau

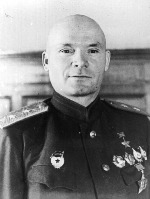
General Dmitri D. Leljuschenko, Kommandeur des 21. mechanisierten Korps

Nach dem allgemeinen Abzug der Truppen der Nordwestfront stießen die deutschen Truppen vor Libau auf hartnäckigen Widerstand. Das deutsche Kommando plante, die Stadt spätestens am zweiten Tag zu erobern. Doch erst ab 24. Juni blockierten die Deutschen die Stadt von Land und Meer. Gegen die kleine Besatzung, bestehend aus Teilen der 67. Schützen-Division (General N. A. Dedajew) begann die deutsche 291. Infanterie-Division, unterstützt von Panzern und durch die Kriegsmarine den Angriff. Auf Befehl des Oberkommandos der Nordwestfront in der Nacht vom 27. auf den 28. Juni verließen die letzten Verteidiger Libau und begannen, sich nach Osten zu begeben. Noch am 28. Juni wurde Libau ohne besonderen Widerstand besetzt, am 1. Juli wurde Ventspils (Windau) eingenommen.
Während die Hauptkräfte der Heeresgruppe Nord ihre Militäreinsätze an der Düna durchführten, übernahmen die Flankenverbände (291. Infanterie-Division) der 18. Armee die Säuberung der südlichen Region der Baltischen Staaten.

### Eroberung von Riga
Die wichtigsten verbliebenen Streitkräfte der russischen 8. Armee gingen am Abend des 29. Juni zum rechten Ufer des Flusses Daugava über, wo sie die Verteidigung von Riga organisierten wollten. Die deutschen Truppen erlaubten den sowjetischen Truppen nicht, Fuß zu fassen. An einigen Orten erreichten die deutschen Truppen die Daugava noch vor den sowjetischen Truppen: das XXXXI. motorisierte Korps erreichte am 26. Juni den Fluss bei Krustpils. Am 29. Juni wurde Jelgava (Mitau) von der deutschen 18. Armee besetzt. Es wurde der Befehl erteilt, die deutschen Truppen, die über die Daugava hinaus in Riga eingedrungen waren, abzuwehren. Um 7.40 Uhr am 29. Juni überquerten deutsche Panzer eine Brücke über die westliche Düna, fünf deutsche Panzer brachen zum rechten Ufer durch. Am 29. Juni brach die Vorhut des deutschen XXVI. Armeekorps (61. und 217. Infanterie-Division) in Riga ein und nahm die Brücken über den Fluss. Um 12.00 Uhr brach die Infanterie des deutschen Infanterie-Regiments 185 über die die Rigaer Brücke in die Stadt ein, die 18. Armee brach den gegnerischen Widerstand.
„Die alte deutsche Hansestadt hat unter den schweren Kämpfen arg gelitten. Die Dünabrücken liegen in Trümmern und aus den Wahrzeichen der Stadt, dem Schwarzhäupterhaus, dem Rathaus und der Petri-Kirche, schlagen die Flammen. Die Soldaten werden von der lettischen und später auch estnischen Bevölkerung als Befreier vom sowjetischen Joch begrüßt.“
Am 1. Juli wurde die sowjetische 8. Armee weiter auf die Linie Gulbene – Lubanasee zurückgenommen. Der geplante Gegenangriff des sowjetischen 10. Schützenkorps (jetzt General I. I. Fadejew) wurde verschoben, aber dadurch der geordnete Rückzug der 8. Armee durch die Stadt sichergestellt. Bei den Kämpfen um Riga zeichnete sich die 22. motorisierte Schützen-Division aus, die operativ dem 10. Schützenkorps unterstellt war.

### Anordnungen Stalins zur Gegenoffensive
Am 30. Juni befahl Generaloberst F. I. Kusnezow seinen Truppen sich von der der westlichen Düna zurückzuziehen und die befestigte Linie Ostrow, Pskow und Sebesch zu besetzen. Stalin entließ den General sofort aus dem Amt, sobald er vom Kommandeur über diesen Schritt informiert wurde. Dem neuen Oberbefehlshaber, Generalmajor P. P. Sobennikow, wurde Stalins Befehl erteilt: „Wiederherstellung der früheren Position: Rückkehr zur Linie an der westlichen Düna.“ Die Armeetruppen erhielten den Befehl, den Rückzug zu stoppen und in die Gegenoffensive zu gehen, um die Verteidigung an der Düna wiederherzustellen. Die folgenden Aufgaben wurden den Formationen der 8. Armee übertragen: das 10. Schützenkorps wurde die Rückeroberung von Riga befohlen; links davon sollte das 11. Schützenkorps den Raum Ogre bis Koknese besetzen; das 12. mechanisierte Korps hatte in Zusammenarbeit mit den Truppen der 27. Armee die feindliche Gruppierung bei Krustpils zerschlagen. Um letztere Aufgabe zu erfüllen, zog die 27. Armee das 24. Schützenkorps (Generalmajor K. M. Kachanow mit der 181. und 183. Schützen-Division) als Verstärkung heran. Zur Verstärkung des 41. Schützenkorps im Raum Sebesch wurden auch das von der Karelischen Front abgezogene 1. mechanisierte Korps (General M. L. Tschernjawski) sowie die 234. Schützen-Division aus der Reserve in die Kämpfe eingeführt.

### Fall von Estland

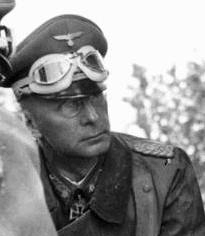
Georg-Hans Reinhardt, Kommandeur des deutschen XXXXI. Armeekorps (mot.)

Die Lage an der sowjetischen Nordwestfront blieb weiterhin schwierig. Die Reste der in Estland abgeschnittenen Truppenteile der 8. Armee, jetzt geführt von General F. S. Iwanow, mussten sich nach Norden zurückziehen. Die Verteidigung am rechten Ufer der westlichen Düna war zusammengebrochen. In dieser Lage erschien das 1. mechanisierte Korps am 30. Juni aus Karelien, trat zur Nordwestfront über und wurde am nächsten Tag mit der nachfolgenden 163. motorisierte Division in den Abschnitt der 27. Armee verlegt. Am 30. Juni ordnete General Kusnezow den Rückzug entlang der Düna an, um die Verteidigung der Linie Pskow, Sebesch und Ostrow zu organisieren. Am Abend des 3. Juli besetzten deutsche Truppen Gulbene.
Am Morgen des 2. Juli war die Verbindung zwischen der 8. und der 27. Armee im Raum Ostrow und Pskow durchbrochen, in der Frontlücke sickerten die deutschen Panzerverbände ein. Das 1. mechanisierte Korps, die 3. Panzerdivision und die 163. motorisierte Division marschierten beschleunigt in den Raum Pskow. Generaloberst Kusnezow war von seinem Posten entfernt worden; das gleiche Schicksal ereilte P. A. Dibrow, Mitglied des Militärrates und den Generalstabschef der Front, Generalmajor P. S. Klenow. Am 4. Juli hatte der Befehlshaber der 8. Armee, General Sobennikow, das Frontkommando angetreten. Der Korpskommissar W. N. Bogatkin wurde zum Mitglied des Militärrates ernannt, und General N. F. Watutin, der stellvertretende Chef des Generalstabs, wurde Stabschef der Nordwestfront. Am Morgen des 4. Juli drang das deutsche XXXXI. mot. Korps mit der die 1. Panzerdivision in Ostrow ein, wo Teile des 41. Schützenkorps verteidigten. Aufgrund von Unzulänglichkeiten musste bis 7. Juli beim 24. Schützenkorps alle Offiziere und 1.445 Mann ausnahmslos abgezogen werden. Dies geschah, weil beim 22., 24. und 29. Schützenkorps hauptsächlich Soldaten der estnischen, lettischen und litauischen Nationalität kämpften. Das 21. mechanisierte Korps befand sich auf dem Rückzug in den befestigte Raum von Sebesch. Einheiten des deutschen LVI. motorisierten Korps besetzten am 4. Juli Rezekne und stießen erst dann auf heftigen sowjetischen Widerstand.

### Kämpfe um Ostrowo und Pskow
Der neue Befehlshaber der Nordwestfront, Generalmajor P. P. Sobennikow hatte den Befehl, die Lage von Teilen des 41. Schützen- und des 1. mechanisierten Korps wiederherzustellen. Um diese Aufgabe zu lösen, wurde dem 1. mechanischen Korps die 3. Panzerdivision übertragen. Die ersten Staffeln der 235. Schützen-Division unterstützten tatkräftig, die deutschen Truppen konnten jedoch nicht aufgehalten werden. Am 5. Juli griffen die sowjetischen Einheiten (111. Schützen- und 3. Panzer-Division) an und vertrieben die deutschen Truppen kurzfristig aus Ostrow, aber am 6. Juli fiel die Stadt wieder in deutsche Hand. Die Formationen des 41. Schützenkorps waren gezwungen, sich nach Pskow zurückzuziehen, aber die verfolgenden deutschen Einheiten waren schneller und durchbrachen die Linien der sowjetischen Nachhut. Am Nachmittag des 6. Juli führten die deutschen Truppen die Offensive weiter, die 1. Panzerdivision rückte weiter auf Pskow und die 6. Panzerdivision auf Porchow vor.
Am Morgen des 8. Juli gelang es den deutschen Truppen, die geschwächten sowjetischen Einheiten über das Nordufer des Tscherechi-Flusses bei Kresty und drängten in den südlichen Vorort von Pskow ein. Der Kommandeur der 118. Schützen-Division, Generalmajor N. M. Glowatzki, bat den Kommandeur des 41. Korps, seiner Division zu gestatten, über die Welikaja zugehen. In der Nacht vom 7. bis 8. Juli gelang es den Deutschen in den südlichen Stadtrand von Pskow einzudringen. Angesichts der hoffnungslosen Situation begannen sich die sowjetischen Einheiten in die Stadt zurückzuziehen, schafften es jedoch nicht mehr, die gesprengten Brücken zu überqueren. Am 8. Juli warfen die deutschen Truppen die Überreste des 41. Schützenkorps über diesen Fluss zurück und besetzten den westlichen Teil von Pskow. Die vorzeitige Explosion der Pskower Brücke über die Welikaja führte zu einem unregelmäßigen Rückzug der 118., 111. Schützen-Division, Truppen des 25. befestigten Raums verblieben bis zuletzt noch am Westufer des Flusses. Die Aufgabe von Pskow führten zum Abzug des 41. Schützenkorps nach Gdow (118. Schützen-Division) und an den Luga-Abschnitt (111., 235. und 90. Schützen-Division). Der Kommandeur der 118. Schützendivision, General Glowatzki wurde am 6. Juli vom Militärkollegium des Obersten Gerichtshofs verurteilt, „weil er die Stadt Pskow den Deutschen überlassen hatte“.
Bedrohung von Leningrad
Nach Annäherung der deutschen Truppen auf Leningrad mussten eiligst zwei starke Verteidigungslinien gebildet werden. Die erste befand sich am rechten Ufer der Luga, die zweite Linie verlief entlang der Luga bis zum Ilmensee. Die Gefahr eines feindlichen Durchbruch über Pskow nach Leningrad zwang die Stawka zur Aufstellung der Operativen Gruppe Luga, deren Kommandant General K. P. Pjadyschew sollte die südwestlichen Zugänge zur Newa decken. Am 7. Juli war das 10. mechanisierte Korps von der Nordfront zusätzlich mit der 24. Panzerdivision (Oberst M. Tschesnokow) an der Luga angekommen. Am nächsten Morgen drang die deutsche 1. Panzerdivision am südlichen Stadtrand von Ostrow ein und überquerte den Welikaja-Abschnitt.
Auf dem linken Ufer der westlichen Düna startete derweil das deutsche XXVI. Armeekorps der 18. Armee die Offensive zur Eroberung Estlands und erreichte am 10. Juli die Linie Dorpat–Pernau.
Teile der 8. Armee befanden sich ab 4. Juli auf dem Rückzug, die deutschen Kräfte erreichten am 7. Juli die Linie Pernau, das Nordufer des Võrtsjärvi-See und Dorpat. Das 11. Schützenkorps (Überreste der 48. und 125. Schützen-Division und des Bataillons der 11. Schützen-Division) nahm Verteidigungsstellungen am Nordufer des Emajõgi über Võrtsjärv bis zum Peipussee ein. Die deutsche 217. Infanterie-Division nahm Pernau mit Unterstützung der Kriegsmarine am 9. Juli kampflos ein und eilte über Maryamaa weiter nach Tallinn. Zwischen 9. und 15. Juli wurden Gegenstöße der 8. Armee abgewiesen. Die Ankunft der 235. Schützen-Division aus Iwanowo verzögerte sich (die ersten Staffeln trafen erst am 5. Juli ein). Gleichzeitig zog sich die 28. Panzerdivision mit noch 1500 Mann und 10 Panzern aus Estland zurück. Bis zum 8. Juli verteidigten die Truppen der 8. Armee folgende Abschnitte: das 10. Schützenkorps (Überreste der 10. Schützen-Division, 22. motorisierte Schützen-Division und ein NKWD-Regiment der 11. Schützen-Division) verteidigten sich von Pernau bis zum Vyrtsjärv-See die Richtung Tallinn. Die Verteidigung der estnischen Küste im Sektor Paldiski, Haapsalu und Pernau wurde vom 16. Schützen-Division durchgeführt, die 3. Infanterie-Brigade leitete die Verteidigung der Baltischen Inseln.
Am 10. Juli begann der Angriff der Panzergruppe 4 mit dem Ziel die Luga-Front in Richtung auf Leningrad durchzubrechen. Am rechten Flügel rückte die 8. Panzerdivision aus dem Raum Opotschka gegen die Linie Porchow–Nowgorod vor. Am 11. Juli nahm die 3. motorisierte Division Porchow ein und die 8. Panzerdivision sollte nach Solzy ziehen, um den Durchgang zwischen dem Mschaga-Fluss und den Ilmen-See zu erzwingen. Am linken Flügel griff das XXXXI. motorisierten Korps mit der 1. und 6. Panzerdivision nördlich von Pskow an und erzwang den Vormarsch über Gdow in Richtung zur Luga. Die Deutschen überschritten den Fluss Pljussa in der Nähe des gleichnamigen Ortes und eröffneten die Schlacht an der Luga mit den Kräften der sowjetischen Einsatzgruppe Luga unter General Pjadyschew. Während die Hauptkräfte der Heeresgruppe Nord die angegebenen Militäreinsätze durchführten, übernahmen neu zugeführte Formationen (Gen. Kdo. XXXXII. A.K.) die Säuberung der südlichen Region der Baltischen Staaten.

### Eroberung von Reval (Tallinn)

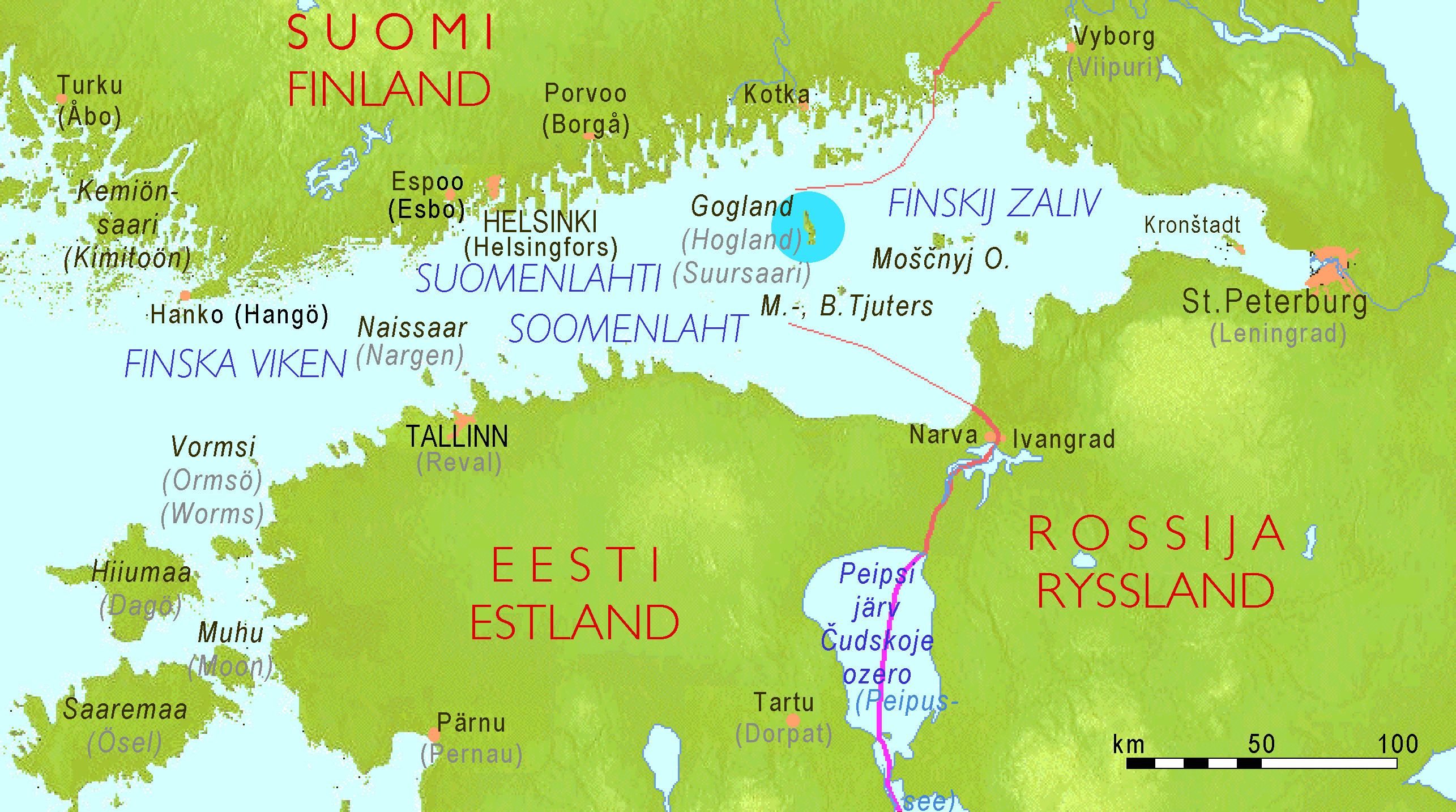
Die Küste des Finnischen Meerbusens

Die große Abwehr-Operation der Nordwestfront war gescheitert. Während drei Wochen militärischer Operationen zogen sich die sowjetischen Truppen fast 450 Kilometer zurück und verloren die Kontrolle über fast die gesamte Ostsee-Küste. Die Front hat mehr als 90.000 Mann, mehr als 1000 Panzer, 3500 Geschütze und Mörser sowie fast 950 Flugzeuge verloren.
Die in Estland kämpfende deutsche 61. und 217. Infanterie-Division waren bis Mitte Juli im Raum Fellin durch die 254. und durch die über Riga nach Pernau nachgeführte 291. Infanterie-Division verstärkt worden. Ab 17. Juli waren unter der Leitung der technischen Abteilung der Baltischen Flotte mehrere Befestigungsgürtel um Tallinn (Reval) reaktiviert worden. Der Verteidigungsgürtel wurde in einer Entfernung von 9–12 km vor der Stadt errichtet und umfasste 39 Kilometer an Feld- und Panzergräben, die von etwa 900 Beton-, 500 Stahl- und 600 Holz-Bunker verstärkt wurden.
Das seit dem 22. Juli dem rückwärtigen Heeresgebiet der 18. Armee zugeführte XXXXII. Armeekorps übernahm die Führung im Kampf um den vollständigen Besitz der estnischen Küste. Die Stadt Tallinn war nicht auf die Verteidigung zu Land vorbereitet, obwohl unterirdische Befestigungen vorhanden waren, die vor dem Ersten Weltkrieg erbaut wurden. Am 5. August wurde vom Kommandanten der Baltischen Flotte in Tallinn das Hauptquartier der Verteidigung eingerichtet.
Am 5. August erreichten die deutschen Einheiten Tallinn und am 7. August wurde die Küste des Finnischen Meerbusens bei Kunda erreicht. Die Formationen der sowjetischen 8. Armee waren jetzt endgültig gespalten – das 10. Schützenkorps begann sich nach Tallinn zurückzuziehen, das 11. Schützenkorps zog sich nach Narva zurück. Die Gesamtzahl der sowjetischen Truppen im Raum Tallinn betrug noch etwa 25.000 Mann, die hartnäckig verteidigten.
Am 14. August wurde die Führung der Verteidigung Tallinns dem Militärrat der Baltischen Flotte übertragen (Kommandant – Vizeadmiral W. F. Tribuz; als Stellvertreter war der Kommandeur des 10. Schützenkorps, Generalmajor I. F. Nikolajew) ernannt worden. Am 19. August rückten die deutschen Truppen durch den ersten Gürtel der Tallinner Verteidigung vor und am 20. August setzten sie mit neuen Kräften die Offensive an der gesamten Front fort. Die deutschen führten den Hauptangriff aus dem Osten an der Küstenzone durch, wo die Verteidigung erheblich schwächer war. Am 25. August zogen sich die sowjetischen Truppen aus der Hauptverteidigungslinie von Tallinn zurück. Am 17. August war Narwa nach hartem Widerstand gefallen.

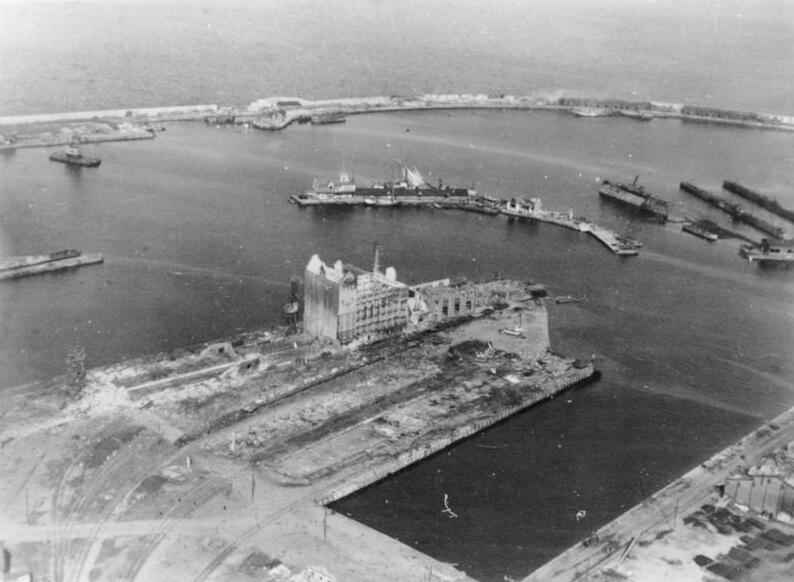
Hafen von Reval am Eroberungstag, 1. September 1941

Am 27. August gab Admiral W. F. Tribuz den Evakuierungsbefehl seiner Marinetruppen heraus, an diesem Tag drangen die deutschen Truppen in Tallinn ein, wo noch Straßenkämpfe stattfanden. Deutsche Truppen konnten die Stadt und den Hafen besetzen. Ungefähr 15.000 Tonnen technisches Material, 17.000 Frauen und Kinder sowie 9000 Verwundete wurden von der Evakuierungskommission unter Generalmajor M. I. Moskalenko erfolgreich abtransportiert. Die Evakuierung durch die Ostsee-Flotte (etwa 100 Schiffe und 67 Transport- und Versorgungsschiffe mit 20.500 Mann Besatzung) wurde vom 28. bis 30. August nach Kronstadt durchgeführt.
Nach deutschen Angaben wurden in Tallinn 11.432 Soldaten gefangen genommen und 97 Feld-, 52 Panzerabwehr- und 144 Flugabwehrgeschütze, 91 Panzerfahrzeuge, 2 Panzerzüge, 304 Maschinengewehre, 4000 Minen und 3500 Torpedos erbeutet. Hinzu kamen im Hafen noch „ein Kreuzer, 15 Zerstörer, sechs Torpedö-, 28 Minensuch-, 6 U-Boote und 25 Dampfer. Die Heeresgruppe meldete Ende August die Zahl von 35.000 Gefangenen.“
Von Mitte September bis Mitte Oktober gelingt es der 61. I.D. in Zusammenarbeit mit Marinelandungstruppen die Baltischen Inseln zu erobern.

### Fortsetzung des Feldzuges
„Im Gesamtrahmen der Heeresgruppe Nord fällt am rechten Flügel Mitte August durch das I. A.K. Nowgorod, die älteste Stadt Russland. […] Die 1. I.D. hat die See bei Strelnja erreicht und damit sind feindliche Verbände um Oranienbaum eingeschlossen. Der Großangriff gegen Leningrad beginnt. Die deutschen Infanteriedivisionen und Panzertruppen des Generalss Reinhardt treten am 11.9. zum Sturm auf die Befestigungsanlagen der Stadt an und dringen in die Vororte ein. Die 20 I.D. mot. hat mit der Einnahme von Schlüsselburg am Ladogasee Leningrad von Osten her abgeriegelt. Da wird dieser gut fortschreitende Angriff bereits drei Tage später auf ausdrücklichen Befehl Hitlers abgeblasen. Die 18. Armee geht zum Stellungskrieg über, während die Panzergruppe 4 zur Heeresgruppe Mitte überführt wird. Der Oberbefehlshaber der Heeresgruppe Nord stellt zum ersten Mal sein Amt zur Verfügung.“